# Gmina Tranekær
Gmina Tranekær (duń. Tranekær Kommune) była w latach 1970-2006 (włącznie) jedną z gmin w Danii w okręgu Fionii (Fyns Amt). 
Siedzibą władz gminy było miasto Tranekær na wyspie Langeland. 
Gmina Tranekær została utworzona 1 kwietnia 1970 na mocy reformy podziału administracyjnego Danii. Po kolejnej reformie w 2007 r. weszła w skład nowej gminy Langeland.

## Dane liczbowe
- Liczba ludności: (♀ 1749 + ♂ 1718) = 3467
  - wiek 0-6: 5,7%
  - wiek 7-16: 9,8%
  - wiek 17-66: 59,4%
  - wiek 67+: 25,1%
- zagęszczenie ludności: 32,4 osób/km² (2004)
- bezrobocie: 10,1% osób w wieku 17-66 lat
- cudzoziemcy z UE, Skandynawii i USA: 187 na 10 000 osób
- cudzoziemcy z krajów Trzeciego Świata: 115 na 10 000 osób
- liczba szkół podstawowych: 3 (liczba klas: 21)